# Iglesario (Lañas)
Iglesario (llamada oficialmente O Igrexario) es una aldea española situada en la parroquia de Lañas, del municipio de Arteijo, en la provincia de La Coruña, Galicia.

## Demografía
| Gráfica de evolución demográfica de Igrexario entre 2000 y 2018 |
|                                                                 |
| Datos según el nomenclátor publicado por el INE.                |